# Шахтная вагонетка

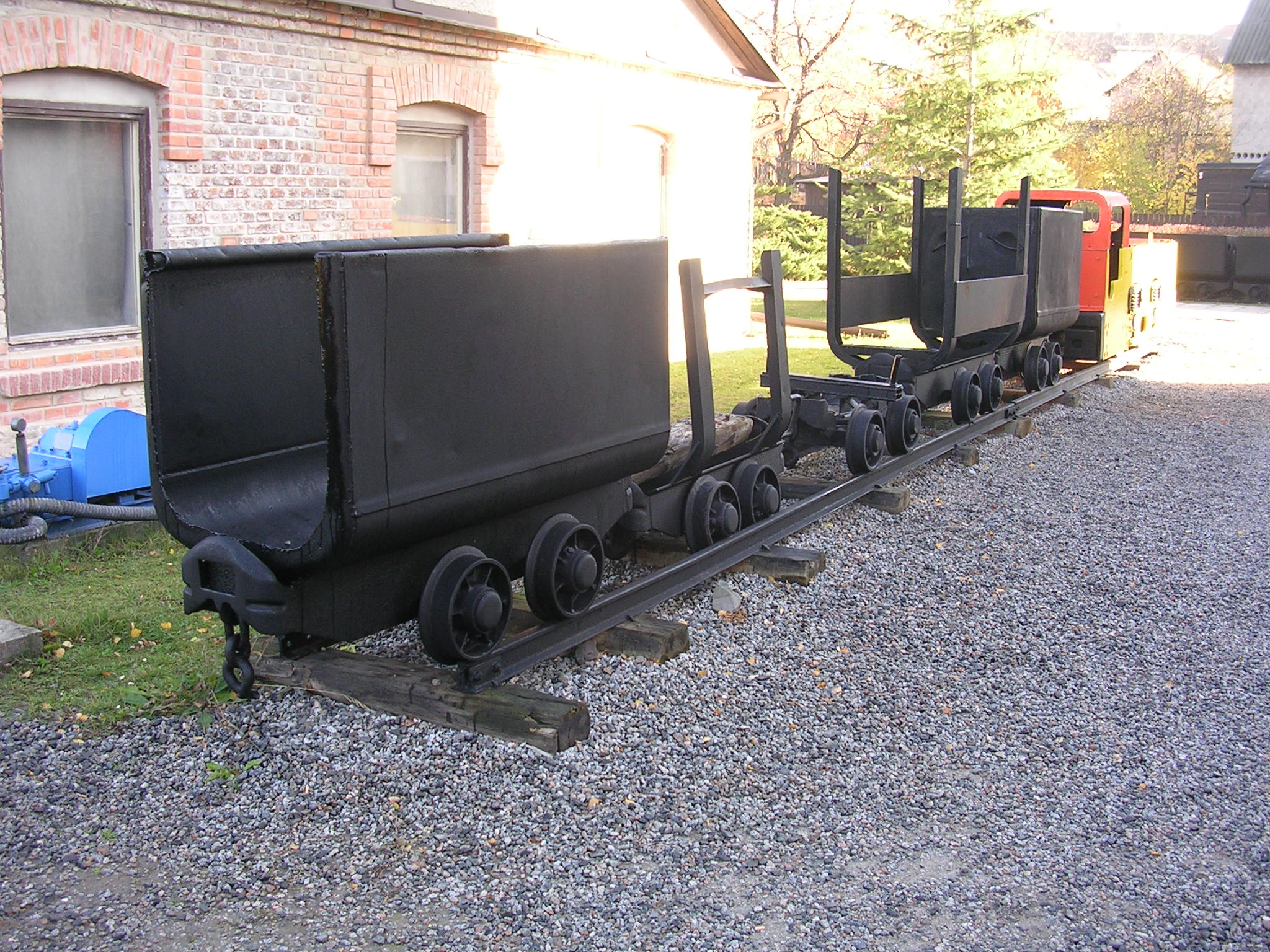
Вагонетки в чешском музее

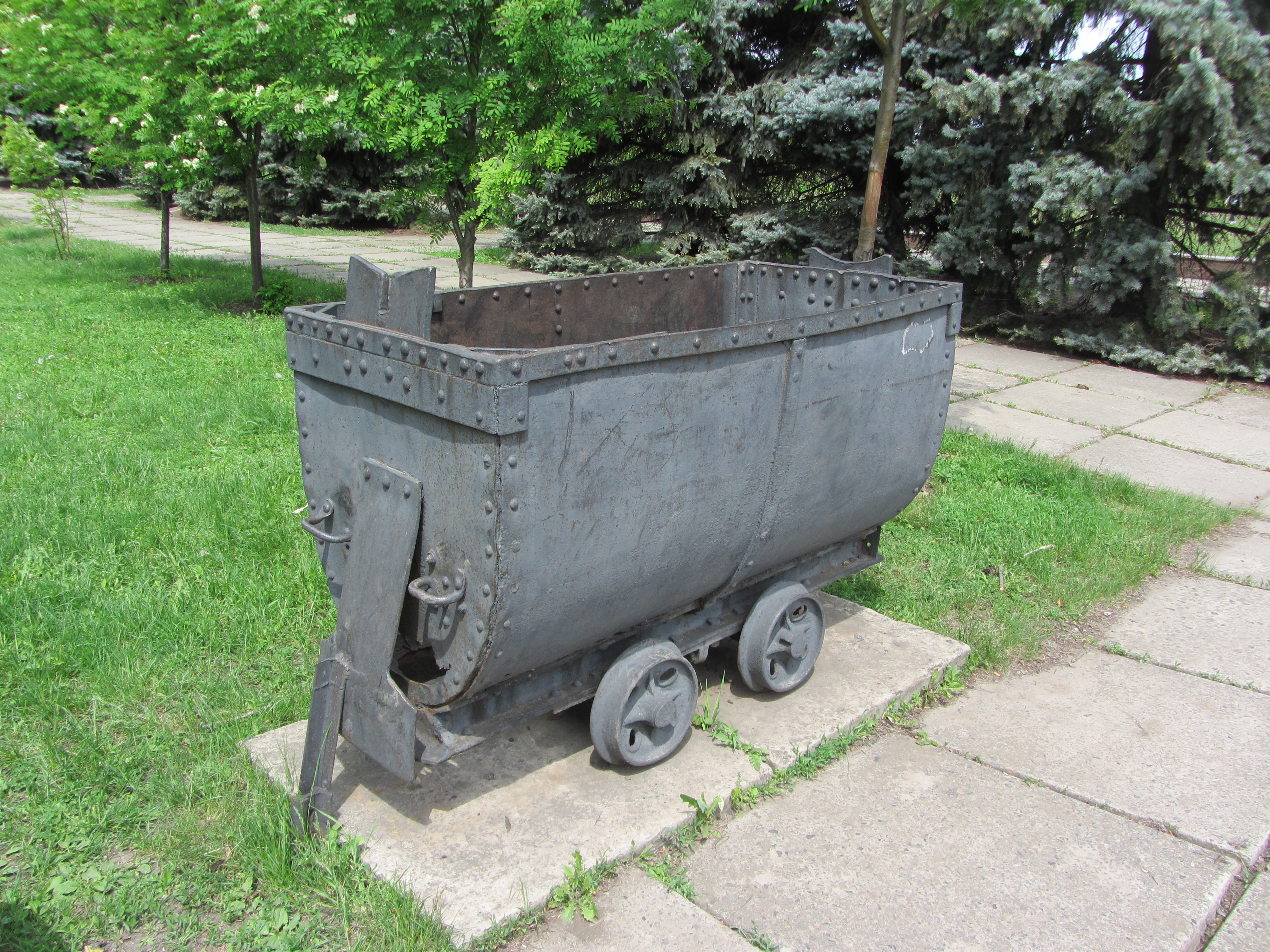
Шахтная вагонетка возле Терновского филиала Криворожского историко-краеведческого музея

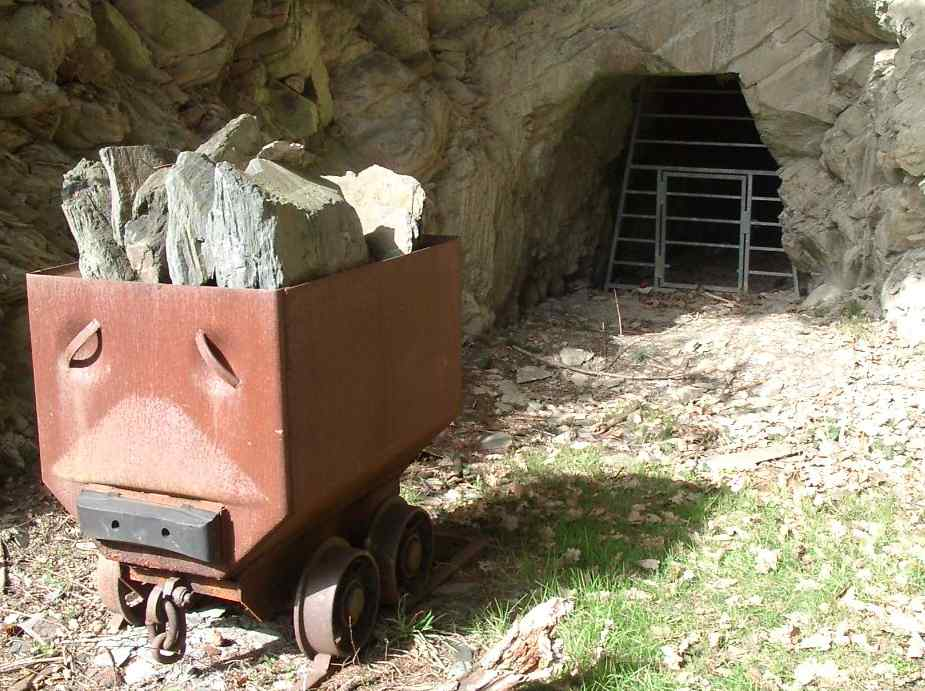
Грузовая шахтная вагонетка

Ша́хтная вагоне́тка — откаточный сосуд, предназначенный для транспортирования грузов, людей, различного оборудования по рельсовым путям.

## Характеристика
- вместимость — до 4,2 м³ (по углю), до 9,5 м³ (по руде)
- очень высокая прочность

## Применение
грузовые шахтные вагонетки 
- транспортировка угля, руды по подземным выработкам, на промышленных площадках, в цветной металлургии, при геологоразведочных работах
- шахтное строительство
- реконструкция угольных предприятий

пассажирские шахтные вагонетки
- перевозка людей по горизонтальным и наклонным подземным горным  выработкам

специальные шахтные вагонетки
- в противопожарных поездах
- перевозка вспомогательных материалов,  оборудования. Контейнеров, пакетированных материалов

## Рабочие инструменты
грузовые шахтные вагонетки
- кузов (глухой, с открывающимся днищем или бортом)
- рама (при рамных конструкциях)
- колесная пара
- буфер
- сцепка (звеньевая, штыревая или автоматическая)

пассажирские шахтные вагонетки
- кузов с ходовыми проёмами, оборудованными дверями
- подрессорная ходовая часть
- рама с буферно-цепным устройством
- сигнальное устройство

специальные шахтные вагонетки
- кузов
- рама
- ходовая часть

## Классификация
по назначению
- грузовые шахтные вагонетки
- пассажирские шахтные вагонетки
- специальные шахтные вагонетки